# 横浜市立豊岡小学校
横浜市立豊岡小学校（よこはましりつ とよおかしょうがっこう）は、神奈川県横浜市鶴見区豊岡町にある公立小学校。

## 沿革
特記以外出典
- 1872年（明治5年）5月 - 橘樹郡鶴見村天王院内に弘明塾が創立
- 1875年（明治8年）6月 - 鶴見学校となる
- 1876年（明治9年） - 公立鶴見学校となる
- 1881年（明治14年） - 鶴見村立鶴見学校となる
- 1923年（大正12年） - 鶴見尋常小学校（豊岡小学校）が開校
  - 関東大震災で、建築中の校舎が崩壊する
- 1924年（大正13年） - 校章が決まる
  - 木造2階建て13教室の校舎完成
  - 校旗と校歌が完成
- 1925年（大正14年）4月 - 鶴見町立豊岡尋常小学校に名称変更
- 1927年（昭和2年） - 高等科ができ豊岡尋常高等小学校に、さらに横浜市に編入合併したことにより横浜市豊岡尋常高等小学校に名称変更
- 1931年（昭和6年）1月 - 芦穂崎尋常小学校（現・鶴見小学校）に分籍
- 1944年（昭和19年） - 戦争が激しくなり足柄上郡岡本町へ集団疎開する
- 1950年（昭和25年） - 完全給食となる
- 1958年（昭和28年） - 鉄筋の東校舎完成
- 1961年（昭和36年） - 新しい校歌が発表される
- 1963年（昭和38年） - NHK全国学校音楽コンクール神奈川大会で優秀第2位
- 1965年（昭和40年）- NHK全国学校音楽コンクール関東甲信越大会で優秀第3位
- 1985年（昭和60年） - 相談指導学級ができる
- 1997年 - 校庭の整備が完了
  - はまっ子ふれあいスクールが開放される
- 2001年 - なかよし級（特別支援学級）改修工事が完了する
- 2006年 - 防犯カメラを設置
- 2010年 - エレベーターを設置
- 2017年 - 横浜DeNAベイスターズのアレックス・ラミレス監督、黒羽根利規選手、下園辰哉選手が訪問[2]

## 通学区域と進学先中学校
出典
通学区域
- 横浜市鶴見区
  - 諏訪坂の一部
  - 佃野町
  - 鶴見一丁目4番35号（パラシオン鶴見）、鶴見二丁目の一部
  - 寺谷一丁目の一部、寺谷二丁目
  - 豊岡町

- 進学先中学校は、横浜市立鶴見中学校である。